# Orfeón Borja de Gandia
El Orfeón Borja de Gandía (en valenciano: Orfeó Borja de Gandia) es una agrupación coral mixta amateur con sede en la ciudad de Gandía (Valencia). Esta agrupación musical se fundó en noviembre de 1996, constituyéndose en asociación el 30 de enero de 1997. Durante estos años ha cosechado un extenso palmarés de premios que la sitúan dentro de las más prestigiosas corales  y agrupaciones musicales de toda la Comunidad Valenciana.

## Historia
El Orfeón fue creado el 7 de abril de 1996 para representar el drama litúrgico Visitatio Sepulchri, coordinado por Maurici Arbona Miñana, miembro de la Junta directiva de la Semana Santa de Gandia, y contaba con cuarenta voces. Más adelante, constituyó el Orfeón Borja de Gandia, siendo su primer presidente. 
Esta representación se interpreta cada año en los días correspondientes al Triduo Pascual y ya forma parte de la Semana Santa de Gandía, compuesta en 1550, atribuida a San Francisco de Borja y recuperada por el catedrático José María Vives.
El primer director que tuvo fue Jesús Cantos, seguido de Vicent Cogollos, José Grau e Isidro Alemañ y Nadia Stoyanova. Desde 2016 su director vuelve a ser Jesús Cantos. Cuenta como director de honor con D. Eduardo Cifre.
Desde entonces el Orfeón ha actuado en conciertos y certámenes en numerosas localidades de la Comunidad Valenciana y del resto de España.

### Colaboraciones artísticas
Ha contado con la colaboración de músicos tan importantes como Ángeles López Artiga, Enrique García Asensio, Ricardo Lafuente Aguado, José María Vives Ramiro, Carles Santos, Daniel Gascó, Michael Philip Mossman y Eduardo Cifre Gallego.

## Repertorio musical
En la actualidad su repertorio abarca un amplio abanico de composiciones, desde el Renacimiento hasta el siglo XXI. Con estilos tan diferentes como piezas sinfónico-corales, arreglos de canciones populares, música sacra, obras clásicas, folklore, etc.

### Actuaciones destacadas
Ha participado en diversos Festivales y Certámenes entre los que destacan:
- Festival de Masas Corales de Autol (La Rioja)
- Certamen Internacional de Habaneras y Polifonía de Torrevieja.
- Gran Premio Nacional de Canto Coral
- Certamen Coral Fira de Tots Sants de Cocentaina (Alicante)
- Concurso Nacional de Villancicos y Polifonía "Villa de Rojales" (Alicante)
- Certamen Nacional de Habaneras de Totana (Murcia)
- XXXVIII Certamen Coral de Ejea de los Caballeros (Zaragoza)
- Encuentro Nacional de Coros Valldigna Archivado el 10 de junio de 2015 en Wayback Machine.

Así mismo ha interpretado diversas Óperas:
- Madama Butterfly de Giacomo Puccini que tuvo lugar en el Teatro Principal de Valencia
- Cavalleria rusticana de Pietro Mascagni en diferentes poblaciones de la Comunidad Valenciana.
- Marina de Emilio Arrieta en diferentes poblaciones de la Comunidad Valenciana.

Destacar diferentes actuaciones y eventos en los que ha participado:
- En 2006 realiza la primera grabación íntegra de la Visitatio Sepulchri[3] de San Francisco de Borja.

- El 12 de agosto de 2007 cantó en la misa del peregrino de la Catedral de Santiago de Compostela.

- Participación en el V Centenario del nacimiento de San Francisco de Borja.[4]

Desde el año 2012 el Orfeón organiza el Festival de Habaneras "Ciudad de Gandia".

## Premios y reconocimientos
- 1999 – XLV Certamen Internacional de Habaneras y Polifonía de Torrevieja, Premio "Francisco Vallejos".
- 2000 – XLVI Certamen Internacional de Habaneras y Polifonía de Torrevieja, Premio Nacional "Ciudad de Torrevieja".
- 2000 – Concurso "Villa de Rojales", Premio a la mejor interpretación del villancico libre y el primer premio del certamen.
- 2001 – XXI Certamen Coral Fira de Tots Sants de Cocentaina, segundo premio y premio del público.
- 2001 – XXV Concurso Nacional de Villancicos y Polifonía "Villa de Rojales", primer premio.
- 2002 – VI Certamen Nacional de Canto Coral “Ciudad de Cieza”, segundo premio y premio especial a la mejor interpretación de la obra obligada.
- 2003 – Certamen Nacional de Habaneras de Totana, segundo premio.
- 2004 – L Certamen Internacional de Habaneras y Polifonía de Torrevieja, I Premio Nacional “Ciudad de Torrevieja”.
- 2004 – XXIV Certamen Coral “Fira de tots Sants” y I Premio Firacor, de Cocentaina, segundo premio.
- 2006 – XXVI Certamen Nacional de Habaneras de Totana, segundo premio.